# Amblycheila cylindriformis
Amblycheila cylindriformis es una especie de escarabajo del género Amblycheila, categorizada en la tribu Amblycheilini, de la familia Cicindelidae. Fue descrita por Say en 1823.
Mide 29-35 mm de longitud. Se distribuye por América del Norte: Estados Unidos. Suele habitar en la base de montañas rocosas.